# Åldrande
Denna artikel handlar om åldrande som biologisk process. Se ålderdom för den mänskliga ålderdomen.

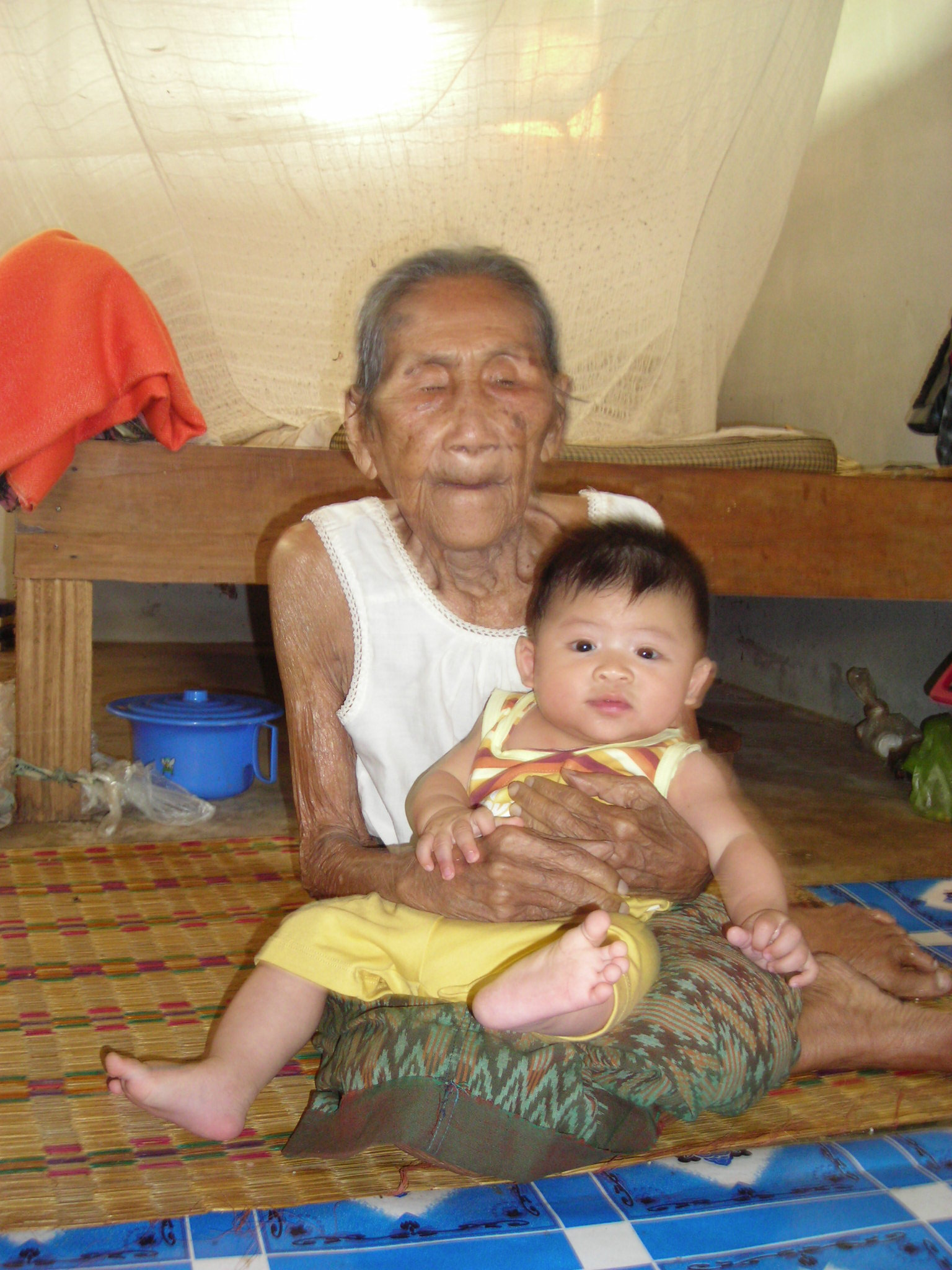
En gammal kvinna med en liten pojke i Thailand.

Åldrande återspeglar de biologiska och psykiska förändringar som en organism genomgår med tiden, och som leder till ålderdomen, samt hos människor också de sociala och psykologiska processer som en längre tids levnad innebär (jämför mognad, erfarenhet). Den vetenskapliga termen för biologiskt åldrande är senescens (från latin senescere, "att åldras").
Inom de botaniska vetenskaperna avser man med "senescens" ofta, speciellt hos fleråriga växter, de anpassningar och processer som föregår en viloperiod (som exempelvis lövfällning inför vintern), sker till skydd mot stress (till exempel en torrperiod) eller är led i exempelvis frösättning (celldöd och andra förändringar i frukten) eller tillväxt (xylemcellernas död för att bli vattentransporterande kärl; eller grenar och blad på lägre nivå som dör och vars resurser återanvänds i växtens topp). Senescens handlar för växternas del alltså ofta om "planerat" och kontrollerat åldrande och död på cell- och organnivå - inte okontrollerat åldrande på organismnivå på grund av "slitage".
Inom humanfysiologin skiljer man mellan gerontologi, som beskriver den friska ålderdomen, och geriatrik, som handlar om ålderdomens sjukdomar. Åldrandet har ett samband med den kronologiska åldern - hur länge man levt uppmätt i tid - men beror också på medfödda och förvärvade individuella faktorer.
Ett flertal havslevande arter har stamceller som i teorin möjliggör evigt liv, maneten Turritopsis dohrnii är den enda som i praktiken anses kunna uppnå odödlighet. Bland landlevande djur har man vid studier av kalråttan observerat en avsaknad av den naturliga åldersrelaterade ökning av dödligheten som ses hos andra däggdjur.
Flera metoder för att i viss mån påverka och försena det mänskliga åldrandet är också kända, som till exempel fysisk träning och rökstopp. Det pågår även forskning om hur åldrandet i framtiden skulle kunna bromsas.

## Mänskligt åldrande
Åldrande kan definieras som gradvisa och framskridande försämringar av kroppens funktioner i samband med ökad ålder, och är alltså en biologisk process eller processer som är skilda från den kronologiska åldern. Åldrandet kan ses i flera organsystem och även i enskilda celler. Det är fortfarande omdiskuterat exakt vilka biologiska förändringar som kan sägas ingå i åldrandet. Detta syns bland annat på de översikter som finns om vad som ingår i åldrandet. De mest omtalade är SENS Research Foundations lista  och The Hallmarks of Aging , som bara är delvis överlappande.
Mätningen av sådant åldrande kan handla om förändring av utseendet (rynkor, grått hår, midja-höft-kvot, BMI med mera), tandhälsa, mängden blodfetter, blodtryck och hjärtfunktion.. På cellnivå går det att se hur långt åldrandet nått bland annat genom att mäta telomerernas längd och den epigenetiska profilen, den så kallade epigentiska klockan.

### Utseendet och huden

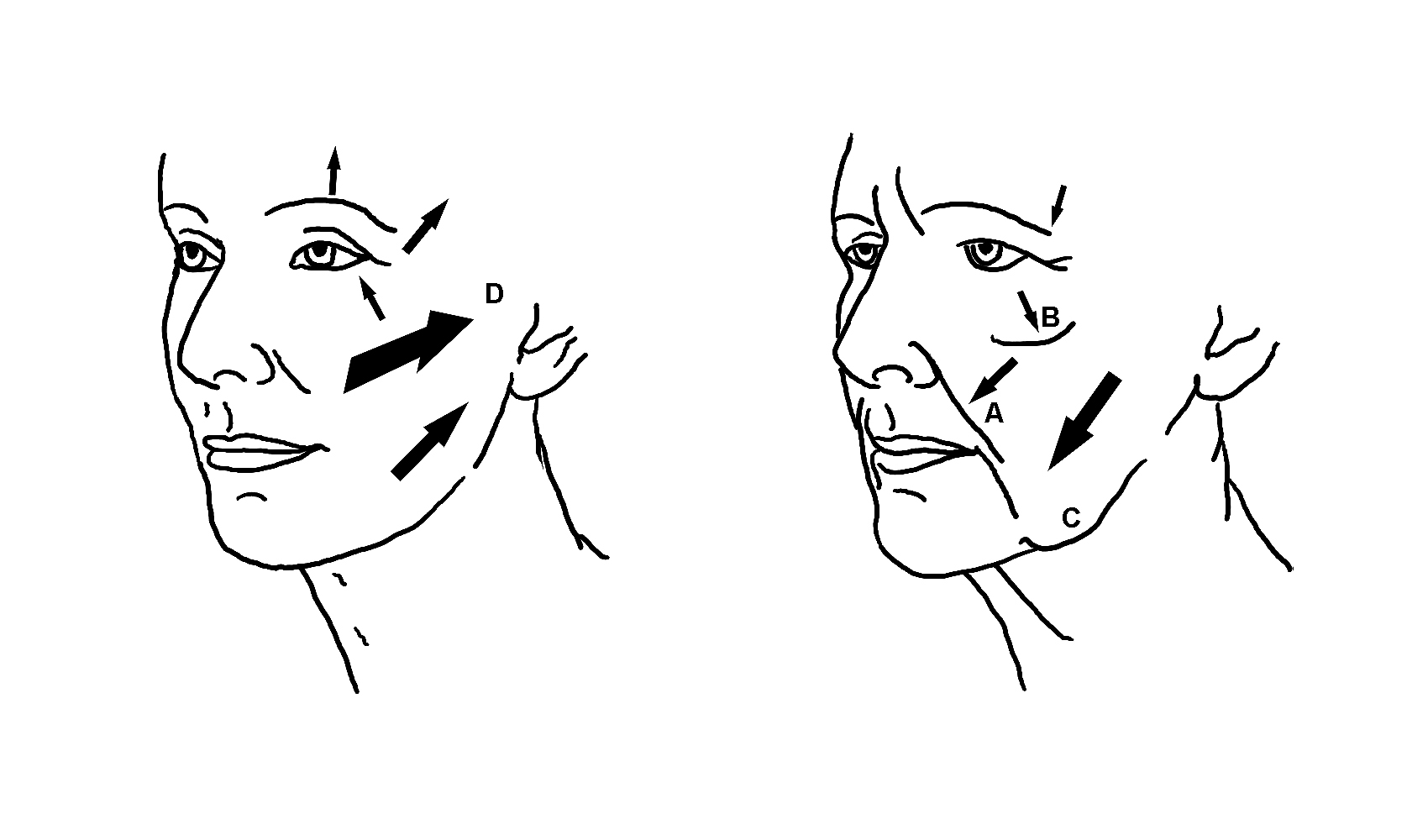
Åldersförändringar i benstomme, fettvävnad och hudstruktur leder till ett förändrat utseende. Den vänstra bilden visar ett ungt ansikte och den högra ett åldrande.

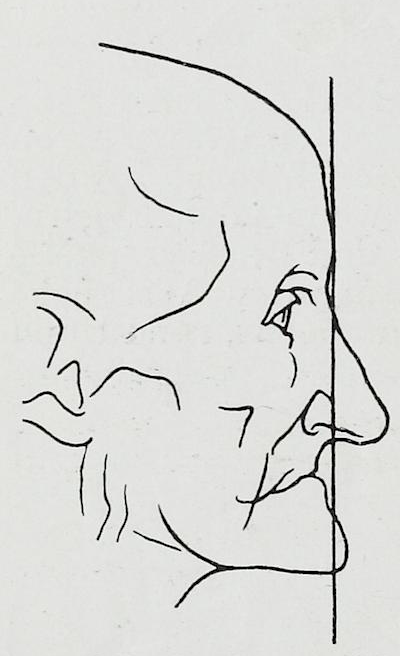
Bentätheten minskar men brosket i näsa och haka kan växa, vilket kan förändra utseendet.

Ansiktet genomgår flera åldersförändringar, vilka dels beror på miljöfaktorer (som exempelvis solexponering), dels beror på funktionella förändringar av organ. Ansiktsmusklerna blir sämre, bentätheten mindre, och huden torrare och tunnare. Detta leder till slappare hud och rynkor. Pigmentförändringar kan yttra sig i fräknar eller seborroisk keratos och ljusare iris (många äldre får gråblå eller ljusblå ögon). Ansiktet förändras så att pannan, näsan och munnen framträder mer.
Hudförändringarna som leder till slappare hud och rynkor beror på flera faktorer: tunnare och torrare hud, mindre elastisk hud, och minskat kollagen. Hudens åldrande tycks bortsett från miljöfaktorer hänga samman med minskade östrogennivåer.  Men huden påverkas också av förändringar i muskelfunktionen, bentätheten och fettvävnaden i ansiktet. Mängden fett i pannan, läpparna och på kinderna minskar, medan fettmängden runt munnen och käklinjen ökar med åldrande. Fettdepåerna blir mer åtskilda från varandra och framträder som separata strukturer. Detta leder till kråkfötter i yttre ögonvrån, djupa linjer från näsvingarna till mungiporna, vertikala linjer runt munnen, rynkor på hakan, tinningarna och i pannan, samt ökat avstånd mellan nästippen och munnen.
Muskelmassan börjar avta från 30 års ålder, vilket påverkar utseendet, ofta genom att mängden kroppsfett ökar.
Mängden svettkörtlar minskar vilket är en av orsakerna till att äldre är känsligare för värmeböljor. Eftersom huden också producerar mindre melanin leder åldrande också till ökad känslighet för sol samt risk för D-vitaminbrist.

### Sinnesorganen
Synen brukar försämras med stigande ålder på grund av förändringar i linsen (den blir stelare och tjockare), på grund av att man får färre nervceller, på grund av att pupillen reagerar långsammare, och på grund av ögontorrhet. Man får då problem med synen på nära håll, man behöver starkare ljus och får förändrad färguppfattning. Flugseende är vanligt, liksom andra ögonsjukdomar.
Ju äldre en person är, desto mer oljud har personen utsatts för. Detta och rena åldersförändringar påverkar hörseln. Balans-, smak- och luktsinnena försämras.

### Kognition
Åldrande leder till strukturella förändringar av hjärnan som förändrar kognitionen,vilket i synnerhet leder till förändrad uppmärksamhet och försämrat minne. Med sämre sinnesfunktion blir perceptionen sämre. Det är emellertid en mycket stor individuell skillnad hur mycket kognitionen åldras.

### Hjärt- och kärlsystemet
Många hjärt- och kärlsjukdomar förekommer oftare i äldre åldrar, vilket både kan bero på livsstil och på naturligt åldrande. Sinusknutan får färre celler varigenom hjärtfrekvensen sjunker. Hjärtmuskeln blir tätare och hjärtat förstoras, så mindre blod ryms i hjärtat. Arytmier är vanligare. Hjärtat tenderar att ansamla lipofuscin, hjärtmuskelcellerna försämras, och hjärtvalven blir stelare.
Blodtrycksförändringar är vanliga, och beror på att baroreceptorerna blir mindre känsliga. Kärlen kan förtjockas. Mängden kroppsvätska minskar, vilket ger mindre blodvolym. Färre röda blodkroppar och neutrofiler bildas vid stress och sjukdom.

### Muskuloskeletala systemet
Bentätheten börjar minska redan vid 30 års ålder, vilket leder till tilltagande risk för benskörhet. Ledbrosket blir tunnare och hårdare, och förmågan att bilda muskler minskar vilket minskar muskelmassan (sarkopeni). Muskelpåverkan kan motverkas med träning, men jämför träningsintolerans.

### Ämnesomsättning och hormonsystemet
Åldrande leder till nedsatt reglering av energi, minskad hunger, och försämrad förmåga för kroppen att själv kompensera för obalanser i näringsintaget. I någon utsträckning beror detta på förändringar i hormonsystemet. Många hormonkörtlar genomgår funktionella och morfologiska förändringar, däribland sköldkörtlarna. Andelen personer med sköldkörtelsjukdomar ökar med ökande ålder. Äldre har också oftare subklinisk hypotyroidism och subklinisk giftstruma, samt kan ofta ligga i ytterlighetsområdena av normalintervallen. Relationerna mellan TSH, tyroxin och trijodtyronin kan förändras.
Med stigande ålder tillverkas mindre insulin, tillväxthormon och aldosteron.

### Immunsystemet
Cellerna i immunsystemet fungerar långsammare. Detta ökar risken för cancer, komplikationer vid förkylningar (lunginflammation, dödsfall) och för allvarligare symtom av allergier.

### Reproduktiva systemen
Kvinnor upphör menstruera (får menopaus) efter klimakteriet, vilket leder till infertilitet. Infertiliteten beror på utebliven ägglossning (anovulation), minskade mängder östrogen och progesteron, förändrade värden på luteiniserande hormon och follikelstimulerande hormon, och avsaknad av anti-müllerskt hormon. Äggreserven minskar gradvis. Åldrande innan menopaus påverkar äggbildningen (oogenesen) negativt, vilket bland annat leder till svårigheter att behålla befruktade ägg med stigande ålder, men också till att risken att barnet föds med exempelvis kromosomavvikelser som Downs syndrom ökar. Detta kallas den biologisk klockan.
Männens motsvarighet till menopaus kallas andropaus vilken är mer långvarig och mindre uttalad. Testikelmassan minskar vilket kan leda till minskade mängder testosteron. Kanalerna som sperma och spermier färdas genom drabbas av skleros, mängden spermier minskar i antal, och prostatan förstoras.
Till skillnad från kvinnor är män fertila hela livet men fertiliteten minskar. Diploiditeten ökar i takt och spermiernas livslängd minskar. Det råder oenighet omkring frågan huruvida spermiernas kvalitet försämras, men äldre fäder leder till en ökad förekomst av bland annat autism, Downs syndrom, epilepsi och schizofreni hos avkomman, vilket skulle kunna förklaras med epigenetik, mutationer i DNA och kromosomala avvikelser.

## Orsaker till och behandlingar av åldrandet
Åldrandet betraktades allmänt förr som något oundvikligt och oåterkalleligt, en syn som har börjat ifrågasättas. Många menar idag i stället att åldrandet i sig borde ses som en sjukdom, och som därmed bör behandlas. Livsstil kan i någon mån påverka åldrandets hastighet och människans livslängd, och en avsevärd mängd forskning framställs på området. Sådan forskning innefattar att förebygga och behandla åldersrelaterade, geriatriska sjukdomar som Alzheimers,, att studera substanser och livsföringar som skulle kunna bibehålla ungdomen längre, allt från träning till anti-rynkkrämer, och dessutom att ta fram behandlingar som kan återställa den åldrande kroppen, alltså föryngra den.

### Metoder för att motverka åldrandet
Det finns en lång rad metoder för att skjuta upp åldrandet. Det finns dels en rad livsstilsförändringar som kan leda till ett längre och mer hälsosamt liv och dels ett flertal metoder och behandlingar som med varierande säkerhet kan sägas påverka. 
I fråga om de livsstilsförändringar som skjuter upp åldrandet eller aspekter av det kan nämnas:
- Rökstopp. Rökning orsakar flera av de vanligaste åldersrelaterade sjukdomarna. Icke-rökare lever flera år längre än rökare [31], med högre livskvalitet.
- Fysisk träning. Stillasittande har en mycket negativ inverkan och en relativt liten mängd träning kan göra stor skillnad.
- Viktnedgång. Övervikt har en stor inverkan på hälsan och även på livslängd. [32]
- Kostförändringar. Här finns en rad förändringar som kan göras, men som var och en sannolikt har en relativt liten betydelse på livslängden och livskvalitet.

Bland de metoder och behandlingar som finns kan nämnas:
- Kalorirestriktion innebär att minska mängden kalorier i kosten med 20-50%. Detta har bevisligen effekt på livslängden för möss och andra djur [33]. Det har varit omdiskuterat huruvida effekten finns även hos primater, men enligt de senaste resultaten så verkar det finnas åtminstone en viss positiv effekt på livslängden [34]. Det syns dessutom en positiv effekt på en rad åldersrelaterade faktorer även hos människan [35]. Det har även diskuterats om återkommande fasta kan ha liknande effekt [36] vilket det åtminstone verkar ha hos en del djur.[37]

### Teorier
Det har genom åren funnits en rad olika teorier om vad som orsakar åldrandet. En del av dem är numera inte så populära bland forskare men har blivit så välkända att de ändå lever kvar i människors medvetande. Ett exempel är Fria radikaler, vars effekter länge omtalats som en möjlig biokemisk förklaring till att en organism åldras, men under 2000-talet började teorin att ifrågasättas kraftigare. Den amerikanske vetenskapsmannen Denham Harman var den som först fann kopplingen mellan fria radikaler och åldrandet. Hans första rapport blev offentlig på 1950-talet.. Effektiviteten i att reglera kosten och därigenom få en större mängd antioxidanter via födan har emellertid förblivit en kontroversiell fråga bland forskare, och endast litet stöd för sådan livsföring har kunnat presenteras.

## Forskning

### Kosthållning
Det anses att medelhavsdieten minskar risken för hjärt-kärlsjukdomar och för tidig död. De främsta faktorerna som minskar risken för dödlighet är ökat intag av grönsaker, fisk, frukt, nötter och enkelomättade fettsyror, till exempel genom konsumtion av olivolja.
Från och med 2021 finns det inte tillräckliga kliniska bevis för att kalorirestriktion eller någon annan diet påverkar åldringsprocessen.

### Träning
Människor som utför fysiska övningar med medelhög till hög intensitet har lägre dödlighet än de som inte tränar. Största delen av fördelarna med fysisk aktivitet uppnås genom att utföra cirka 3500 metaboliska ekvivalenter (MET) per vecka. Till exempel ger trappklättring i 10 minuter, dammsugning i 15 minuter, trädgårdsarbete i 20 minuter, löpning i 20 minuter samt promenad eller cykling i 25 minuter dagligen sammanlagt cirka 3000 MET per vecka. 
Det har också visat sig att fysisk träning är ett effektivt medel för behandling av nedsatt neuromuskulär funktion, orsakat av ålder. En metaanalys visade att styrketräning med elastiska band eller vikter avsevärt förbättrar greppstyrka, gånghastighet och skelettmuskelmassa hos patienter med sarkopeni.

### Sociala faktorer
En metaanalys visade att ensamhet ökar risken för dödlighet mer än rökning.

## Åldrande kontra odödlighet
Människor och representanter för andra arter, särskilt djur, åldras och dör. Svampar kan också åldras. Till skillnad från dem kan många arter betraktas som potentiellt odödliga: till exempel delar sig bakterier och bildar dotterceller, jordgubbar skickar ut revor för att producera sina kloner, och djur från släktet hydra har förmåga till regenerering, tack vare vilken de inte dör av ålderdom.